# Bombardementet af Warszawa under 2. verdenskrig
Bombardementet af Warszawa under 2. verdenskrig referer både til terrorbombningen af Warszawa af Luftwaffe under slaget om Warszawa i Felttoget i Polen i 1939 og til de tyske bombetogter under Warszawa-opstanden i 1944.
Under krigen blev omkring 84 % af byen ødelagt på grund af den tyske massebombning. Beskydning fra tung artilleri-ild og planlagte sprængninger var dog også med til at udrette de store skader.

## 1939
I september brugte Luftwaffe alle fly de havde til rådighed til at deltage i bombardementet på Warszawa, herunder de forældede Junkers Ju-52/3m bombefly.
Omkring 1.150 tyske fly smed deres bomber over Warszawa 25. september 1939, i et forsøg på et terrorisere forsvaret til at overgive sig. 500 tons højeksplosive bomber og 72 tons brandbomber blev smidt over byen denne dag.
Tyskerne gik ikke efter at bombe civile mål og hospitaler, som var markeret med Røde Kors-symbolet. Alle bomber blev dog ikke smidt på deres påtænkte mål, således blev nogle af bomberne ved en fejl kastet over tyske tropper i de nordvestlige forstæder til byen.